# Espasmo cadavérico
Espasmo cadavérico é uma forma rara de enrijecimento muscular que ocorre no momento da morte, permanece no rigor mortis e pode ser confundido com ele.